# Emmering, Landkreis Ebersberg
Emmering är en kommun i Landkreis Ebersberg i Regierungsbezirk Oberbayern i det tyska förbundslandet Bayern.
Kommunen ingår i kommunalförbundet Aßling tillsammans med kommunerna Aßling och Frauenneuharting.

## Historia
Emmering tillhörde Rentamt München och  Landgericht Schwaben i Kurfurstendömet Bayern. Den nuvarande kommunen bildades 1818.